# 湯姆·佩蒂與傷心人樂團
湯姆·佩蒂與傷心人樂團（英語：Tom Petty and the Heartbreakers）是由湯姆·佩蒂（主唱、吉他）、麥可·坎貝爾（主音吉他）、羅恩·布萊爾（貝斯）、史丹·林奇（爵士鼓）和班蒙特·騰奇（鍵盤）於1976年在佛罗里达州蓋恩斯維爾組成的美國搖滾樂團。除了少數例外，樂團大致上維持著這個陣容，直到1981年布萊爾厭倦了巡演的生活模式而退出、霍伊·愛普斯坦頂替了他的位置為止。1991年，多樂器演奏家史考特·瑟爾斯頓以節奏吉他手與第二鍵盤手身分加入樂團。1994年，史蒂夫·費龍取代鼓手林奇。2002年，在愛普斯坦去世的前一年，布萊爾回歸樂團。樂團最知名的歌曲有〈American Girl〉、〈Breakdown〉、〈The Waiting〉、〈Learning to Fly〉、〈Refugee〉和〈Mary Jane's Last Dance〉等。
樂團屬於南方搖滾一派，也與布鲁斯·斯普林斯汀、巴布·席格和約翰·麥倫坎普等人同為70年代末和80年代的中心地帶搖滾運動的先驅。該樂風不採用流行電音與新浪漫主義中的流行元素以及基於合成器的音樂，而是使用了直白的經典搖滾聲響以及關懷藍領階級的歌詞。雖然1990年代該搖滾運動逐漸退燒，但樂團依然活躍並定期巡演而受歡迎，直到2017年佩蒂的去世。他們最後一張專輯《Hypnotic Eye》於2014年發行。
儘管他們的大部分作品都是以「傷心人樂團」（“The Heartbreakers”）的名義製作和演出的，但湯姆·佩蒂發行了三張個人專輯，其中最成功的便是1989年的《Full Moon Fever》。在這些佩蒂的個人專輯中，樂團成員經常以合作者或錄音室樂手的身份參與製作。

## 成員
最後陣容
- 湯姆·佩蒂 – 主唱、節奏與主音吉他、貝斯、口琴、鍵盤、烏克麗麗 (1976–2017；2017年去世)
- 麥可·坎貝爾（英语：Mike Campbell (musician)） – 主音吉他、貝斯 (1976–2017)
- 班蒙特·騰奇（英语：Benmont Tench） – 鍵盤、背景和聲 (1976–2017)
- 羅恩·布萊爾（英语：Ron Blair） – 貝斯、背景和聲 (1976–1982、2002–2017)
- 史考特·瑟爾斯頓（英语：Scott Thurston） – 節奏吉他、鍵盤、口琴、背景和聲 (1991–2017)
- 史蒂夫·費龍（英语：Steve Ferrone） – 爵士鼓 (1994–2017)

前成員
- 史丹·林奇（英语：Stan Lynch） – 爵士鼓、背景和聲 (1976–1997)
- 霍伊·愛普斯坦（英语：Howie Epstein） – 貝斯、節奏吉他、背景和聲 (1982–2002；2003年去世)

## 作品列表
| 錄音室專輯 - 《Tom Petty and the Heartbreakers》（1976年11月9日） - 《You're Gonna Get It!》（1978年5月2日） - 《Damn the Torpedoes》（1979年10月19日） - 《Hard Promises》（1981年5月5日） - 《Long After Dark》（1982年11月2日） - 《Southern Accents》（1985年5月26日） - 《Let Me Up (I've Had Enough)》（1987年4月21日） - 《Into the Great Wide Open》（1991年4月21日） - 《Songs and Music from "She's the One"》（1996年8月6日） - 《Echo》（1999年4月13日） - 《The Last DJ》（2002年10月8日） - 《Mojo》（2010年6月15日） - 《Hypnotic Eye》（2014年7月29日） | 佩蒂的個人專輯 - 《Full Moon Fever》（1989年4月24日） - 《Wildflowers》（1994年11月1日） - 《Highway Companion》（2006年7月25日） 現場專輯\精選合輯 - 《Official Live 'Leg》（1977年4月） - 《Pack Up the Plantation: Live!》（1985年11月25日） - 《Greatest Hits》（1993年11月16日） - 《Playback》（1995年11月20日） - 《Anthology: Through the Years》（2000年10月31日） - 《The Live Anthology》（2009年11月23日） - 《Mojo Tour 2010》（2010年12月14日） - 《Kiss My Amps (Live)》（2011年11月25日） - 《Live 2013》（2014年6月24日） - 《Kiss My Amps Live Vol. 2》（2016年4月16日） - 《Live at Fenway Park: 2014》（2016年） |

## 外部連結
- 官方網站 （页面存档备份，存于）
- 湯姆·佩蒂與傷心人樂團在互联网电影资料库（IMDb）上的資料（英文）
- YouTube上的湯姆·佩蒂與傷心人樂團頻道